# Maren Jensen
Maren Jensen (Arcadia, California, 23 de septiembre de 1956) es una actriz y modelo estadounidense, reconocida principalmente por interpretar a la teniente Athena en la serie de televisión de la década de 1970 Battlestar Galactica.
En 1978 apareció en el episodio "Death Surf" de la serie de televisión de misterio The Hardy Boys/Nancy Drew Mysteries. A partir de ese mismo año interpretó a la teniente Athena en Battlestar Galactica, rol que repitió durante 21 episodios. En 1979 integró el elenco en un episodio de la serie The Love Boat y un año después apareció en la película Beyond the Reef. Tras actuar en algunas series, en 1981 protagonizó la cinta de horror Bendición mortal de Wes Craven, producción que se convirtió en su última aparición en las pantallas.

## Filmografía

### Cine y televisión
| Año     | Título                              | Rol                          | Notas                                                               |
| ------- | ----------------------------------- | ---------------------------- | ------------------------------------------------------------------- |
| 1978    | The Hardy Boys/Nancy Drew Mysteries | Maryann Dalton / Teri Turner | Episodio: "Death Surf"                                              |
| 1978    | Battlestar Galactica                | Athena                       | Largometraje                                                        |
| 1978-79 | Battlestar Galactica                | Athena                       | 21 episodios                                                        |
| 1979    | The Love Boat                       | Suzanna Wells                | Episodio: "Love Me, Love My Dog/Poor Little Rich Girl/The Decision" |
| 1980    | Beyond the Reef                     | Diana                        | Largometraje                                                        |
| 1980    | La isla de la fantasía              | Valerie                      | Episodio: "Jungle Man/Mary Ann and Miss Sophisticate"               |
| 1980    | The Love Boat                       | Sharon Patrick               | Episodio: "The Mallory Quest/Julie, the Vamp/The Offer"             |
| 1981    | Deadly Blessing                     | Martha Schmidt               | Largometraje                                                        |